# Semnul înmulțirii
Semnul înmulțirii (×) sau ori este un simbol matematic folosit la notarea operației de înmulțire. Similar cu minuscula lui X (x), simbolul este de fapt cel al simetriei de rotație de patru ori, adică crucea Sfântului Andrei.

## Istoric
Cea mai veche utilizare cunoscută a simbolului „×” pentru a reprezenta înmulțirea apare într-o anexă anonimă la ediția din 1618 din Mirifici Logarithmorum Canonis Descriptio. Anexa a fost atribuită lui William Oughtred, care a folosit același simbol în luctarea sa Clavis Mathematicae din 1631, afirmând că: „Multiplicatio speciosa connectit utramque magintudinem propositam cum notâ in vel ×: vel plerumque absque notâ, si magnitudines denotentur unica litera” (în română Înmulțirea speciilor (nn. necunoscutelor) conectează ambele mărimi propuse cu simbolul „in” sau ×: sau de obicei fără vreun simbol dacă mărimile sunt notate cu o singură literă.) Au fost identificate două utilizări anterioare ale unei notații „✕”, dar nu pot fi verificate.

## Utilizări
În matematică simbolul × are diverse utilizări:
- Înmulțirea a două numere, unde este citit „ori” sau „înmulțit cu”.[1][2]
- Produsul vectorial al doi vectori, unde este citit „produsul dintre”.[6]
- Produsul cartezian a două mulțimi, unde este citit „produsul dintre”.[7]
- Dimensiunea unui obiect, de exemplu o cameră cu dimensiunile de 3 × 4 metri, unde este citit „pe” („trei pe patru metri”).
- Dimensiunea unei matrice, (4 × 5), unde de obicei este citit „ori”.
- O interacțiune statistică între două variabile explicative, unde de obicei este citit „ori”.

În botanică semnul înmulțirii este folosit în numele hibrizilor, de exemplu Ceanothus papillosus × impressus (un hibrid între Ceanothus papillosus și Ceanothus impressus). Totuși, notarea hibrizilor cu litera „x” este obișnuită, având în vedere că simbolul „×” este greu accesibil.
Semnul înmulțirii este folosit și de istorici pentru intervale calendaristice. Expresia „1225×1232” are sensul de „nu mai devreme de 1225 și nu mai târziu de 1232”.

## Notații similare
Minuscula latină „x” este uneori folosită ca semn al înmulțirii, însă acest lucru este considerat incorect în texte matematice.
În notația algebrică, larg folosită în matematică, de obicei, dacă nu apar confuzii, semnul înmulțirii este omis: „a înmulțit cu b” se scrie ab sau a b.
Și alte simboluri se pot folosi pentru înmulțire, în special pentru a evita confuzia între simbolul × și variabila x. În unele țări simbolul de bază pentru înmulțire este punctul central, „⋅”, (ca în a⋅b). Acest simbol este folosit și pentru a rezolva ambiguitățile (de exemplu „b ori 2” se poate scrie ca b⋅2 pentru a nu fi confundat cu b2) sau când înmulțirea trebuie indicată explicit, ca în „ab = a⋅2 pentru b = 2”. În zonele în care separatorul zecimal este virgula, ca semn al înmulțirii se poate folosi și punctul, ca în a.b.
Istoric, limbajele de programare foloseau setul ASCII de caractere, iar asteriscul, „*” a devenit simbolul de facto al operatorului de înmulțire.

## Generarea caracterului
| HTML, SGML, XML      | &amp;times; sau &amp;#215;                                  |
| macOS                | În tabela de caractere, căutând MULTIPLICATION SIGN         |
| Microsoft Windows    | - În tabela de caractere, sau prin Alt+0215                 |
| OpenOffice.org       | times                                                       |
| TeX                  | \times                                                      |
| Unix (Linux, Chrome) | - Ctrl+Shift+UD7 - Compose+XX - AltGr+Shift+, (extensie UK) |

## Codare Unicode și HTML
- U+00D7 (MULTIPLICATION SIGN) (HTML = &times; , &#215;)

Alte variante și simboluri înrudite
- U+002A * (ASTERISK) (HTML = &ast; ,&midast; , &#42;)
- U+2062 &nbsp;(INVISIBLE TIMES) (HTML = &it; ,&InvisibleTimes; , &#8290;) spațiu de mărime zero, indicând înmulțirea
- U+00B7 · (interpunct) (HTML = &middot;  , &CenterDot;  ,&centerdot;  , &#183;)
- U+22C5 ⋅ (operatorul punct) (HTML = &sdot; , &#8901;)
- U+2715 ✕ (MULTIPLICATION X) (HTML = &#10005;)
- U+2716 ✖ (HEAVY MULTIPLICATION X) (HTML = &#10006;)
- U+2A09 ⨉ (N-ARY TIMES OPERATOR) (HTML = &#10761;)
- U+2A2F ⨯ (VECTOR OR CROSS PRODUCT) (HTML = &cross; , &#10799;)
- U+2A30 ⨰ (MULTIPLICATION SIGN WITH DOT ABOVE) (HTML = &#10800;)
- U+2A31 ⨱ (MULTIPLICATION SIGN WITH UNDERBAR) (HTML = &timesbar; , &#10801;)
- U+2A34 ⨴ (MULTIPLICATION SIGN IN LEFT HALF CIRCLE) (HTML = &lotimes; , &#10804;)
- U+2A35 ⨵ (MULTIPLICATION SIGN IN RIGHT HALF CIRCLE) (HTML = &rotimes; , &#10805;)
- U+2297 ⊗ (CIRCLED TIMES) (HTML = &CircleTimes; , &otimes; , &#8855;)
- U+2A36 ⨶ (CIRCLED MULTIPLICATION SIGN WITH CIRCUMFLEX ACCENT) (HTML = &otimesas; , &#10806;)
- U+2A37 ⨷ (MULTIPLICATION SIGN IN DOUBLE CIRCLE) (HTML = &Otimes; , &#10807;)
- U+2A3B ⨻ (MULTIPLICATION SIGN IN TRIANGLE) (HTML = &tritime; , &#10811;)
- U+2AC1 ⫁ (SUBSET WITH MULTIPLICATION SIGN BELOW) (HTML = &submult; , &#10945;)
- U+2AC2 ⫂ (SUPERSET WITH MULTIPLICATION SIGN BELOW) (HTML = &supmult; , &#10946;)